# Muhammad Noer
Raden Panji Muhammad Noer (né le 13 janvier 1918 et mort le 16 avril 2010) est un homme politique indonésien, gouverneur du Java oriental de 1967 à 1976. Il a également été ambassadeur d'Indonésie en France de 1976 à 1980.